# アレクサンドル・チェルヌシェヴィチ
アレクサンドル・アニケーヴィチ・チェルヌシェヴィチ（ロシア語: Александр Аникеевич Чернушевич、1899年 - 1937年10月29日）、民族名アリャクサンドル（アリャクサンダル）・アニケーヴィチ・チャルヌシェヴィチ（ベラルーシ語: Аляксандр (Аляксандар) Анікеевіч Чарнушэвіч）は、白ロシア社会主義ソビエト共和国の政治家。

## 生涯
1899年、ロシア帝国ミンスク県コプィリの農家に生まれたベラルーシ人。ロシア内戦中は地元でパルチザンに加わり、1920年からボリシェヴィキとなる。1922年から1930年まで白ロシア共産党グレスク地区委員会責任書記、ボブルイスク管区 (ru)・ヴィテプスク管区 (ru) 委煽動・宣伝部部長、モギリョフ管区 (ru) 委責任書記を歴任。同年11月5日から1932年まで中央委 (be) 文化・宣伝部部長、1931年1月26日から1932年1月23日まで中央委書記 (be)、1931年1月26日から1934年3月1日まで中央委局員 (be) を務めた。1932年から翌1933年3月までミンスク市委書記、同月から1936年まで白ロシア社会主義ソビエト共和国教育人民委員 (be) を務め、1932年1月29日から3月28日までと1935年4月7日から1936年1月17日までは白ロシア党中央委局員候補でもあった。
1931年から1936年までは白ロシア共和国中央執行委 (be) とその幹部会のメンバーも務めたが、1937年6月19日にミンスクで逮捕され、10月28日「民族主義・ファシズム的破壊組織」のメンバーとしてNKVDトロイカから有罪判決を下され、翌日にミンスクのNKVD刑務所で銃殺された。妻もNKVDによって懲役8年の判決を受け、カラガンダ収容所に送られた。その後、夫妻は1956年に名誉回復がなされた。